# Ignition (album, The Offspring)
Ignition je druhé studiové album americké punk rockové skupiny The Offspring. Bylo vydáno 16. října 1992 ve vydavatelství Epitaph Records. Skupina již podruhé spolupracovala s producentem Thomem Wilsonem.
Během probíhající éry žánrů grunge a alternativního rocku zaznamenalo album jen malý úspěch v Jižní Kalifronii, který ale začal narůstat až k dalšímu albu skupiny s názvem Smash. Album přineslo jeden singl s názvem „Kick Him When He'S Down“, který byl samostatně vydán až v roce 1995 a jako jeden z mála singlů se neobjevil v kompilačním albu Greatest Hits z roku 2005.

## Seznam nahrávek
Všechny skladby napsal(i) The Offspring, pokud není uvedeno jinak. 
| Pořadí         | Název                   | Spolupracoval/i              | Délka |
| -------------- | ----------------------- | ---------------------------- | ----- |
| 1.             | Session                 | Kristine Luna a Jill Eckhaus | 2:32  |
| 2.             | We Are One              |                              | 3:59  |
| 3.             | Kick Him When He's Down |                              | 3:16  |
| 4.             | Take It Like a Man      |                              | 2:55  |
| 5.             | Get It Right            |                              | 3:06  |
| 6.             | Dirty Magic             |                              | 3:48  |
| 7.             | Hypodermic              |                              | 3:21  |
| 8.             | Burn It Up              |                              | 2:42  |
| 9.             | No Hero                 |                              | 3:22  |
| 10.            | L.A.P.D                 |                              | 2:45  |
| 11.            | Nothing from Something  |                              | 3:00  |
| 12.            | Forever a Day           | Marvin Fergusen              | 2:37  |
| Celková délka: | Celková délka:          | Celková délka:               | 37:23 |